# SN 2012D
SN 2012D (PSN J12583711+2710252) - czwarta supernowa odkryta w 2012. Supernowa typu IIP została odkryta 13 stycznia 2012 w ramach programu Catalina Real-Time Transient Survey, w momencie odkrycia jej wielkość gwiazdowa wynosiła 18,0m, położona była w galaktyce PGC 44486 w gwiazdozbiorze Warkocza Bereniki.